# Fiodor Rilov
Fiodor Rilov, né en juin 1970, est un avocat du Barreau de Paris, qui exerce en droit social.

## Biographie

### Jeunesse et études
Né en juin 1970 à Londres, Fiodor est le fils aîné de l'artiste Nissan Rilov (en). Il étudie au Lycée franco-allemand de Buc dans les Yvelines et poursuit ensuite des études à la Sorbonne
Il soutient sa thèse en 2002:  "La participation des salariés aux procédures d'élaboration des normes dans l'entreprise en France et en Allemagne" sous la direction de François Gaudu.

### Engagement politique
A 17 ans, il rejoint les jeunesses communistes et milite à l'UNEF.
En 2001, il entre en tant que conseiller juridique au service du député Maxime Gremetz. C'est dans ce rôle qu'il propose des amendements à la loi de modernisation sociale en 2002.
En juin de la même année, il s'oppose à la direction du PCF. Il souhaite, ainsi que d'autres militants dont son frère, obtenir la communication des listes d'adhérents pour leur soumettre une motion pour la convocation d'un congrès extraordinaire. 
En 2012, lors des élections législatives dans la Somme il n'a pas pu se présenter sous les couleurs de Colère et espoir (groupe communiste dissident picard), n'ayant pas reçu sa naturalisation française à temps. C'est son suppléant qui le remplace. Il avait pourtant déposé sa demande de naturalisation française dès 2009.

### Carrière
Il prête serment le 18 mars 2004 et ouvre son cabinet la même année. Avocat en droit social, il défend en 2008 les salariés de Goodyear en tant que conseiller du syndicat CGT. En 2013, il est aux côtés des salariés de Continental.
Il intervient régulièrement avant les fermetures d'usines afin de faire échec aux tentatives de restructuration.Mais également après les fermetures dans le but d'obtenir réparations
En 2018, il est classé 24ème de la 8ème édition du classement des avocats les plus puissants de France
En 2019, il défend les ex-salariés de l’entreprise Darbo, à Linxe, dans les Landes.

### Causes
Membre fondateur de l'ONG « le Cercle Polaire.